# Mestaruussarja 1934
La Mestaruussarja 1934 fu la ventiseiesima edizione della massima serie del campionato finlandese di calcio, la quinta come Mestaruussarja. Il campionato, con il formato a girone unico e composto da otto squadre, venne vinto dell'HPS.

## Squadre partecipanti
| Club        | Città    | Stagione 1933              |
| ----------- | -------- | -------------------------- |
| Åbo IFK     | Turku    | 5º posto in Mestaruussarja |
| HIFK        | Helsinki | Campione di Finlandia      |
| HJK         | Helsinki | 2º posto in Mestaruussarja |
| HPS         | Helsinki | 6º posto in Mestaruussarja |
| HT Helsinki | Helsinki | 2º posto in B-sarja        |
| Sudet       | Viipuri  | 3º posto in Mestaruussarja |
| TPS         | Turku    | 4º posto in Mestaruussarja |
| UL Turku    | Turku    | 1º posto in B-sarja        |

## Classifica finale
|  | Pos. | Squadra     | Pt | G  | V  | N | P  | GF | GS | DR  |
|  | ---- | ----------- | -- | -- | -- | - | -- | -- | -- | --- |
|  | 1.   | HPS         | 24 | 14 | 10 | 4 | 0  | 40 | 9  | +31 |
|  | 2.   | HIFK        | 23 | 14 | 11 | 1 | 2  | 53 | 21 | +32 |
|  | 3.   | HT Helsinki | 15 | 14 | 6  | 3 | 5  | 27 | 19 | +8  |
|  | 4.   | Sudet       | 15 | 14 | 6  | 3 | 5  | 25 | 25 | 0   |
|  | 5.   | HJK         | 14 | 14 | 5  | 4 | 5  | 23 | 18 | +5  |
|  | 6.   | Åbo IFK     | 11 | 14 | 4  | 3 | 7  | 20 | 41 | -21 |
|  | 7.   | TPS         | 10 | 14 | 4  | 2 | 8  | 32 | 49 | -17 |
|  | 8.   | UL Turku    | 0  | 14 | 0  | 0 | 14 | 9  | 47 | -38 |

Legenda:
      Campione di Finlandia
      Retrocesse in B-Sarja
Note:
Due punti a vittoria, uno a pareggio, zero a sconfitta.